# Kibla
KID KIBLA je prezentacijska in produkcijska institucija na področju večpredstavnostne in intermedijske umetnosti ter kulture v Sloveniji. Ustanovljena je bila leta 1996 kot multimedijski center Narodnega doma Maribor, ki je ponujal računalniško izobraževanje in medmrežni dostop. Od leta 1998 ima status samostojnega kulturno-izobraževalnega društva. 
Program vključuje razstave, performanse, koncerte, festivale, gledališke predstave, predavanja, simpozije, sejme in delavnice. Osredotočen je na sodobne izobraževalne, kulturne in umetniške prakse.